# Amalie Iuel
Amalie Hammild Iuel (née le 17 avril 1994 à Aalborg au Danemark) est une athlète dano-norvégienne spécialiste du 400 m haies et des épreuves combinées, qui représente la Norvège.

## Biographie
D'une mère danoise et d'un père dano-norvégien, elle bat le record de Norvège du 400 m haies en 55 s 79 lors des Championnats d'Europe 2016. Elle l'améliore à 55 s 15 le 2 juin 2019 à Gliwice.
Le 10 juillet 2019, elle décroche la médaille de bronze du 400 m haies (56 s 13) à l'Universiade d'été de Naples.

## Palmarès
| Date | Compétition                       | Lieu      | Résultat | Épreuve     | Temps   |
| ---- | --------------------------------- | --------- | -------- | ----------- | ------- |
| 2016 | Championnats d'Europe             | Amsterdam | 6e       | 400 m haies | 56 s 24 |
| 2017 | Championnats d'Europe par équipes | Vaasa     | 2e       | 400 m haies | 55 s 68 |
| 2019 | Universiade                       | Naples    | 3e       | 400 m haies | 56 s 13 |
| 2019 | Championnats d'Europe par équipes | Sandnes   | 1re      | 400 m haies | 55 s 80 |
| 2022 | Championnats d'Europe             | Munich    | 5e       | 400 m haies | 55 s 32 |

## Records
| Épreuve     | Performance | Lieu    | Date         |
| ----------- | ----------- | ------- | ------------ |
| 400 m haies | 54 s 68     | Munich  | 18 août 2022 |
| Heptathlon  | 6 011 pts   | Seattle | 8 mai 2016   |